# Matias Biljaka
Matias Biljaka (Viena, 20 de janeiro de 1999) é um jogador de polo aquático croata.

## Carreira
Matias Biljaka concluiu a licenciatura em fisioterapia. Biljaka, de 1,99 metros de altura, joga pelo VK Jadran Split.
Biljaka venceu o Campeonato Mundial Juvenil de 2016 com a seleção croata. Em 2017 ele ficou em segundo lugar no Campeonato Mundial Júnior. Em 2019, ficou em sétimo lugar na Universiade de julho. Em dezembro ele ficou em quarto lugar no Campeonato Mundial Júnior. A partir de 2018 Biljaka jogou na seleção nacional. No Campeonato Europeu de 2022 em Split, os croatas venceram as semifinais por 11–10 contra a Itália e venceram a final por 10–9 sobre a Hungria. Em janeiro de 2024, no Campeonato Europeu realizado em Zagreb e Dubrovnik, os croatas derrotaram os húngaros nas semifinais. Na final perderam para os espanhóis por 10–11. Um mês depois, na Copa do Mundo de Doha, os croatas venceram os sérvios por 15–13 nas quartas de final. Os croatas venceram a semifinal contra a França e a final contra os italianos na disputa de pênaltis.
Nos Jogos Olímpicos de Verão de 2024, em Paris, conquistou a medalha de prata no torneio masculino do polo aquático, após confronto na final contra a equipe sérvia.